# 타이 에어아시아 X
타이 에어아시아 X(영어: Thai AirAsia X, 태국어: ไทยแอร์เอเชีย เอกซ์)은 태국의 저가 항공사로 말레이시아의 에어아시아의 자회사에 해당된다. 본사는 태국 방콕에 위치해 있으며 2014년에 설립했다. 또한 사용하고 있는 허브 공항으로 돈므앙 국제공항이 있다.

## 역사
에어아시아 X는 2013년 9월 18일 타사폰 비즐레벨드(Tassapon Bijleveld), 줄파스 크루오스폰(Julpas Krueospon)과 함께 장거리 저비용 항공사의 합작법인을 설립하는 주주협약을 체결하여 에어아시아가 49%의 지분을 갖게 된 타이 에어아시아 X가가 설립되었다. 타이 에어아시아 X는 타이 에어아시아의 브랜드 중 가장 장거리 운영이다. 프랜차이즈는 일반적인 티켓팅 시스템, 항공기 소유권, 직원 유니폼, 관리 방식을 사용함으로써 비용을 절감할 수 있다.
2014년 2월 3일, 타이 에어아시아 X는 태국 민간항공국으로부터 항공운항사 자격증을 받아 항공사가 의도한 노선에 대한 허가 및 운항 허가를 신청할 수 있도록 했다. 타이 에어아시아 X는 2014년 6월 17일 인천(서울)을 첫 시작으로 2014년 9월 1일 간사이, 나리타 순으로 운항을 시작했다.
2016년 12월 타이 에어아시아 X는 이후 테헤란과 무스카트행의 모든 항공편을 취소함으로써 중동으로의 서비스 중단을 발표했다.

## 운항 노선
- 2019년 12월 기준으로 에어아시아 그룹은 다음과 같은 노선을 운항하고 있다.

## 보유 기종
- 2025년 6월 기준으로 타이 에어아시아 X는 다음과 같이 보유하고 있다.

## 같이 보기
- 에어아시아
- 에어아시아 X
- 타이 에어아시아
- 태국의 교통